# هدیه موسیقی
پیشکش موسیقایی (به آلمانی: Musikalisches Opfer؛ به انگلیسی: The Musical Offering)، به شمارهٔ BWV 1079، مجموعه‌ای شگرف از کانن‌ها، فوگ‌ها و دیگر قطعات موسیقی اثر نابغهٔ بی‌همتای موسیقی، یوهان سباستیان باخ است. تمامی قطعات این مجموعه بر پایهٔ یک تِم (زمینه) موسیقایی واحد ساخته شده‌اند؛ تِمی که از سوی فریدریش کبیر، پادشاه پروس، به باخ اهدا شد و این اثر نیز به خود او تقدیم گردیده است. این مجموعه در سپتامبر ۱۷۴۷ به چاپ رسید.
نقطه اوج این اثر، «ریچرکار اِی سِکس» (Ricercar a 6)، یک فوگ شش صدایی است که بسیاری آن را قلهٔ تمام این مجموعه می‌دانند. موسیقی‌شناس برجسته، چارلز روزن، این قطعه را به عنوان مهم‌ترین اثر نوشته‌شده برای سازهای کلاویه‌ای در طول تاریخ معرفی کرده است (تا حدی به این دلیل که از نخستین نمونه‌های تاریخ است). این ریچرکار گاه با نام «فوگ پروسی» نیز خوانده می‌شود؛ نامی که خود باخ نیز از آن استفاده کرده است.

## تاریخچه

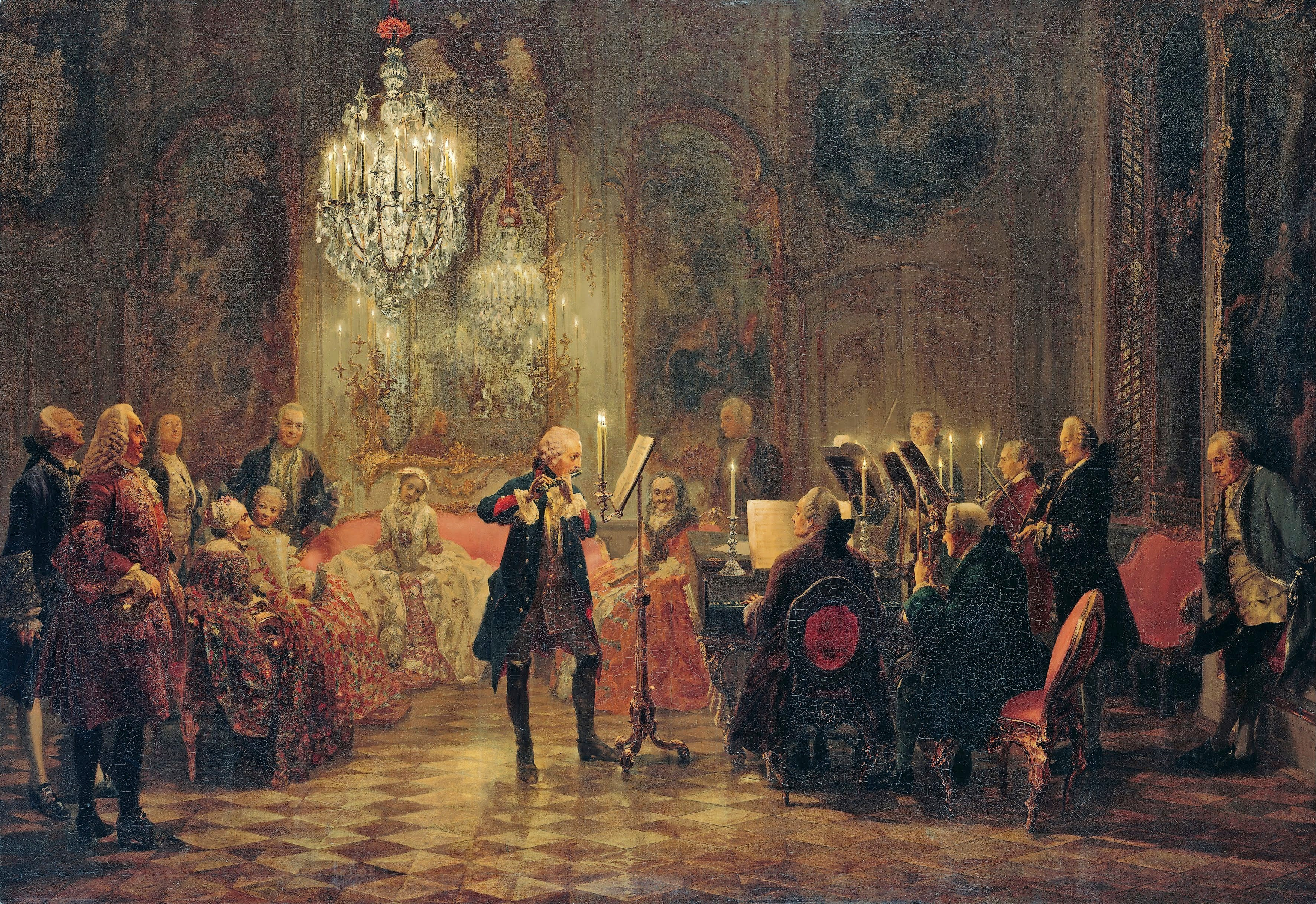
کنسرت فلوت در سانسوسی، اثر آدولف فون منتسل، ۱۸۵۲. این نگاره، فریدریش کبیر را در حال نواختن فلوت در اتاق موسیقی سلطنتی به تصویر می‌کشد، در حالی که کارل فیلیپ امانوئل باخ او را بر روی یک فورته‌پیانوی ساختهٔ گوتفرید زیلبرمن که ظاهری شبیه به هارپسیکورد دارد، همراهی می‌کند.

ریشه‌های این مجموعه به دیداری تاریخی میان باخ و فریدریش کبیر در تاریخ ۷ مه ۱۷۴۷ بازمی‌گردد. این ملاقات در اقامتگاه پادشاه در پوتسدام شکل گرفت، زیرا پسر باخ، کارل فیلیپ امانوئل باخ، در آنجا به عنوان موسیقی‌دانِ دربار مشغول به کار بود. فریدریش مشتاق بود تا به باخِ پدر، پدیده‌ای نوظهور را نشان دهد: فورته‌پیانو. سازی که با وجود اختراعش در ۴۷ سال پیش از آن، هنوز مقبولیتی جهانی نیافته بود (خودِ باخ نیز تا حدود سال ۱۷۳۶ با آن مواجه نشده بود). با این حال، پادشاه خود چندین نمونه از این سازهای تجربی را که توسط گوتفرید زیلبرمن در حال توسعه بود، در اختیار داشت.
در طول این دیدار مورد انتظار در کاخ پوتسدام، باخ که به مهارت افسانه‌ایش در بداهه‌نوازی شهره بود، یک تِم موسیقی طولانی و بسیار پیچیده از فریدریش دریافت کرد تا بر اساس آن یک فوگ سه صدایی را بی‌درنگ بداهه‌نوازی کند. باخ این خواسته را با استادی تمام به انجام رساند، اما فریدریش پا را فراتر نهاد و او را به چالشی دشوارتر فراخواند: بداهه نواختن یک فوگ شش صدایی بر پایهٔ همان تِم. باخ پاسخ داد که برای خلق چنین شاهکاری، نیازمند کار بر روی پارتیتور است و آن را پس از آماده شدن برای پادشاه ارسال خواهد کرد. با این حال، برای آنکه قدرت خویش را در همان مجلس به نمایش بگذارد، باخ تِم دیگری را برگزید و این بار نیز به صورت کاملاً بداهه، یک فوگ شش صدایی بر روی آن اجرا کرد که با همان چیره‌دستیِ فوگ سه صدایی، تحسین شگفت‌زدهٔ تمام حاضران را برانگیخت. او سپس به لایپزیگ بازگشت تا «تِمِ شاهانه» (Thema Regium یا «تِم پادشاه») را بر روی کاغذ آورد و آن را به اوج شکوه هنری خود برساند:
چهار ماه پس از آن دیدار، باخ مجموعه‌ای از قطعات را بر اساس همان تِم شاهانه منتشر کرد که امروز آن را با نام پیشکش موسیقایی می‌شناسیم. باخ بر روی این اثر یک کتیبهٔ لاتین نگاشت: «Regis Iussu Cantio Et Reliqua Canonica Arte Resoluta» (به معنای: «نغمه به فرمان پادشاه، و باقی به شیوهٔ کاننیک حل‌شده»)؛ یک نوشتهٔ کتیبه‌ای هوشمندانه که حروف نخست آن، واژهٔ ریچرکار (RICERCAR) را می‌سازد؛ یکی از ژانرهای شناخته‌شده و فاضلانهٔ آن دوران.

## خاستگاه احتمالی تِم شاهانه
هامفری اف. ساسون، تِمی را که فریدریش دوم ارائه کرده بود، با تِم یک فوگ در لا مینور (HWV 609) اثر جورج فریدریک هندل که در مجموعهٔ «شش فوگ یا ولونتاری برای ارگ یا هارپسیکورد» منتشر شده بود، مقایسه کرده است. ساسون اشاره می‌کند که «تِمِ هندل بسیار کوتاه‌تر از تِمِ پادشاه است، اما 'معماری' موسیقایی آن به طرزی شگفت‌آور مشابه است: پرش‌هایی که با یک گام کروماتیک پایین‌رونده دنبال می‌شوند.» او همچنین به شباهت‌های دیگر میان این دو می‌پردازد که ساسون را به این نتیجه رساند که باخ احتمالاً از فوگ لا مینورِ هندل به عنوان یک مدل ساختاری یا راهنما برای ریچرکار اِی ۶ (a 6) در پیشکش موسیقایی استفاده کرده و مفاهیم موسیقایی آن ممکن است بر پردازش ریچرکار اِی ۳ (a 3) توسط باخ نیز تأثیر گذاشته باشد. با این وجود، ریچرکار اِی ۶ طولانی‌تر و به مراتب پیچیده‌تر از فوگ هندل است.
آرنولد شونبرگ، در مقاله‌ای که در سال ۱۹۵۰ دربارهٔ باخ نوشت، این نظریه را مطرح کرد که «تِم شاهانه» در واقع به دستور پادشاه توسط پسرِ باخ، کارل فیلیپ امانوئل، به عنوان یک تلهٔ از پیش آماده‌شده برای شرمسار کردن یوهان سباستیان باخ ساخته شده بود.

## ساختار و سازبندی
پیشکش موسیقایی در شکل نهایی خود، شامل اجزای زیر است:
- دو ریچرکار که برای هر بخش صدایی، روی یک خط حامل مجزا نوشته شده‌اند:
  - یک ریچرکار اِی ۳[واژه ۲] (فوگ سه‌صدایی)
  - یک ریچرکار اِی ۶[واژه ۳] (فوگ شش‌صدایی)

- ده کانن:
  - کانن‌های گوناگون بر تِم شاهانه:[واژه ۴]
    - دو کانن دوتایی[واژه ۵] (که اولی نمونه‌ای برجسته از یک کانن خرچنگی یا canon cancrizans است)
    - کانن دوتایی، با حرکت مخالف[واژه ۶]
    - کانن دوتایی، با افزایش دیرند و حرکت مخالف[واژه ۷]
    - کانن دوتایی، با گردش تُن‌ها[واژه ۸]

  - کانن دائمی[واژه ۹]
  - فوگ کاننیک در فاصلهٔ پنجم[واژه ۱۰]
  - کانن دوتایی «با جستجو خواهی یافت»[واژه ۱۱]
  - کانن چهارصدایی[واژه ۱۲]
  - کانن دائمی، با حرکت مخالف[واژه ۱۳]

- یک سونات بر تِم شاهانه[واژه ۱۴] – یک تریو سونات برای فلوت (سازی که فریدریش می‌نواخت)، متشکل از چهار موومان:
  - لارگو
  - آلگرو
  - آندانته
  - آلگرو

به استثنای تریو سونات که برای فلوت، ویولن و باسو کنتینو نوشته شده است، سایر قطعات دستورالعمل مشخصی برای سازبندی ندارند؛ هرچند امروزه این نظریه قوت گرفته است که این قطعات، مانند بسیاری دیگر از آثار منتشرشدهٔ باخ، برای ساز شستی‌دار سولو در نظر گرفته شده‌اند.
ریچرکارها و کانن‌ها به شیوه‌های گوناگونی اجرا شده‌اند. ریچرکارها بیشتر از کانن‌ها روی سازهای شستی‌دار نواخته می‌شوند، در حالی که کانن‌ها اغلب توسط یک آنسامبل موسیقی مجلسی با سازبندی مشابه تریو سونات اجرا می‌گردند.
از آنجا که نسخهٔ چاپی این تصور را ایجاد می‌کند که برای سهولت در ورق زدن هنگام نوازندگی از روی پارتیتور سازماندهی شده، ترتیب قطعات مورد نظر باخ (اگر ترتیب خاصی مد نظر بوده باشد) نامشخص باقی مانده است؛ اگرچه مرسوم است که مجموعه با ریچرکار اِی ۳ آغاز شود و تریو سونات در اواخر آن نواخته شود. کانن‌های روی تِم شاهانه نیز معمولاً با هم اجرا می‌شوند.

### معماهای موسیقایی
برخی از کانن‌های پیشکش موسیقایی در پارتیتور اصلی تنها با یک ملودی مونودیک (تک‌صدایی) کوتاه چند میزانی، همراه با یک نوشتهٔ کم و بیش رمزآلود به زبان لاتین در بالای آن، نمایش داده شده‌اند. این قطعات، فوگ‌های معمایی (یا گاهی به شکل مناسب‌تر، کانن‌های معمایی) نامیده می‌شوند. از اجراکننده (گان) انتظار می‌رود که ضمن حل کردن «معما»، موسیقی را به عنوان یک قطعهٔ چندبخشی (قطعه‌ای با چندین ملودی درهم‌تنیده) تفسیر و اجرا کنند. برخی از این معماها بیش از یک «راه‌حل» ممکن دارند، هرچند امروزه اکثر نسخه‌های چاپی پارتیتور، یک راه‌حل واحد و کم و بیش «استاندارد» برای معما ارائه می‌دهند تا نوازندگان بتوانند بدون نگرانی دربارهٔ زبان لاتین یا خودِ معما، صرفاً به نوازندگی بپردازند.
یکی از این کانن‌های معمایی، موسوم به «in augmentationem» (یعنی با افزایش، جایی که دیرند نت‌ها طولانی‌تر می‌شود)، با این عبارت تقدیس شده است: «Notulis crescentibus crescat Fortuna Regis» (باشد که بخت و اقبال پادشاه همچون دیرند نت‌ها فزونی یابد)، در حالی که یک کانن مدوله‌شونده که یک پرده بالاتر از جایی که آغاز شده به پایان می‌رسد، با این نوشته همراه است: «Ascendenteque Modulatione ascendat Gloria Regis» (همان‌طور که مدولاسیون اوج می‌گیرد، باشد که شکوه پادشاه نیز اوج گیرد).

### کانن با گردش تن‌ها (کانن بی‌پایان بالارونده)
کانن با گردش تن‌ها، نسخه‌ای دیگر از تِم پادشاه را در برابر یک کانن دوصدایی در فاصلهٔ پنجم قرار می‌دهد. با این حال، این قطعه مدولاسیون انجام می‌دهد و یک پرده کامل بالاتر از نقطهٔ شروع خود به پایان می‌رسد و در نتیجه، فاقد کادانس نهایی است.

## سرشت الهیاتی
در میان نظریه‌های مربوط به منابع تأثیرگذار بیرونی، مایکل مریسن توجه را به امکان وجود مفاهیم الهیاتی جلب می‌کند. مریسن نوعی ناهماهنگی میان تقدیم‌نامهٔ رسمی به فریدریش کبیر و تأثیر کلی موسیقی که اغلب مالیخولیایی و حتی سوگوارانه است، مشاهده می‌کند. تریو سونات یک سونات دا کیه‌زا کنترپوانتیک است که سبکش با ذائقهٔ سکولار فریدریش در تضاد بود. نوشتهٔ Quaerendo invenietis (با جستجو خواهی یافت) که بر بالای کانن شماره ۹ یافت می‌شود، به موعظه سر کوه اشاره دارد («بجویید تا بیابید»، انجیل متی ۷:۷، انجیل لوقا ۱۱:۹). عنوان اصلی، Opfer («پیشکش» یا «قربانی»)، این امکان را فراهم می‌آورد که این چرخه به عنوان یک پیشکش در معنای مذهبی کلمه نگریسته شود. مریسن همچنین اشاره می‌کند که از آنجا که رویه‌های کاننیک اغلب تداعی‌گر الزامات سخت‌گیرانهٔ شریعت موسوی هستند، ده کانن اثر احتمالاً به ده فرمان اشاره دارند. مریسن معتقد است که باخ در تلاش بوده تا فریدریش کبیر را به سوی ایمان مسیحی بشارت دهد و او را متوجه الزامات شریعت موسوی کند.
در تحقیقی جدیدتر، زولتان گونتس اشاره کرده است که دستور مؤلف برای جستجو کردن نه تنها به کانن‌های معمایی، بلکه به ریچرکار شش‌صدایی نیز مربوط می‌شود که عنوان کهن آن نیز به معنای جستجو کردن است. چندین نقل‌قول کتاب مقدس در این موومان پنهان شده‌اند و کشف آنها به دلیل مانورهای آهنگسازی گوناگون، به ویژه دشوار شده است. ساختار فرمال منحصربه‌فرد این فوگ، سرنخی به دست می‌دهد: برخی ناهنجاری‌ها و ناسازگاری‌های ظاهری به تأثیرات بیرونی و غیرموسیقایی اشاره دارند.
از جمله وظایف باخ در دوران تصدی خود در لایپزیگ (۱۷۲۳–۵۰)، تدریس زبان لاتین بود. اورزولا کرکندیل بر وجود ارتباطی نزدیک با کتاب راهنمای دوازده جلدی فن خطابه، Institutio Oratoria، اثر خطیب رومی، کوئنتیلی که مورد تحسین فریدریش کبیر بود، استدلال کرده است. یوهان ماتیاس گسنر، زبان‌شناس و رئیس مدرسهٔ توماس در لایپزیگ که باخ در سال ۱۷۲۹ یک کانتات برای او تصنیف کرد، نسخهٔ قابل توجهی از آثار کوئنتیلی را با یک پاورقی طولانی به افتخار باخ منتشر کرده بود.

## اقتباس‌ها و ارجاعات
«تِم شاهانه» به عنوان تِم برای موومان‌های اول و آخر سونات شماره ۷ در ر مینور اثر فریدریش ویلهلم روست، نوشته‌شده در حدود ۱۷۸۸، و همچنین به عنوان تِم برای واریاسیون‌های پیچیده‌ای اثر جووانی پایسیلو در اثرش «وداع دوشس بزرگ روسیه»، نوشته‌شده در حدود ۱۷۸۴ هنگام ترک دربار کاترین کبیر، ظاهر می‌شود.
«ریچرکار اِی ۶» بارها به تنهایی تنظیم شده است که برجسته‌ترین تنظیم‌کنندهٔ آن آنتون وبرن بود. او در سال ۱۹۳۵ نسخه‌ای برای ارکستر کوچک ساخت که به خاطر سبک کلانگفاربن‌ملودی شهرت دارد (یعنی خطوط ملودی پس از هر چند نت از یک ساز به ساز دیگر منتقل می‌شوند و هر نت، «رنگ صوتی» سازی را که آن را می‌نوازد، به خود می‌گیرد):

آغاز تنظیم وبرن از «ریچرکار اِی ۶

تنظیم وبرن به تهیه‌کنندهٔ موسیقی و رهبر ارکستر بی‌بی‌سی، ادوارد کلارک تقدیم شد.
نسخهٔ دیگری از ریچرکار اِی ۶ در سال ۱۹۴۲ توسط سی. اف. پیترز در تنظیمی برای ارگ از موسیقی‌شناس هرمان کلر که در آن زمان در اشتوتگارت مستقر بود، منتشر شد.
ایگور مارکویچ اجرایی برای سه گروه ارکسترال و برای موومان‌های سونات، یک کوارتت سولو (ویولن، فلوت، ویولنسل و هارپسیکورد)، نوشت که در سال‌های ۱۹۴۹–۵۰ تصنیف شد.
مادرن جاز کوارتت یکی از کانن‌ها را (که در اصل «برای دو ویولن هم‌صدا» بود) به عنوان مقدمه‌ای برای اجرای خود از آهنگ استاندارد «به نرمی طلوع یک خورشید» در آلبومشان کونکورد (۱۹۵۵) به کار بردند. تِم شاهانه توسط کنترباس نواخته می‌شود و میلت جکسون (ویبرافون) و جان لوئیس (پیانو) دو صدای کنترپوانتیک تقلیدی را بر فراز آن می‌بافند:
ایسانگ یون قطعهٔ «تم شاهانه برای ویولن سولو» را تصنیف کرد که یک پاساکالیا بر روی تِم شاهانه با تأثیرات آسیایی و دوازده‌نغمه‌ای است و در سال ۱۹۷۰ نوشته شد.
بارت برمن سه کانن جدید بر روی تِم شاهانهٔ پیشکش موسیقایی تصنیف کرد که در سال ۱۹۷۸ به عنوان یک ضمیمهٔ ویژهٔ تعطیلات برای مجلهٔ موسیقی هلندی Mens & Melodie (ناشر: Het Spectrum) منتشر شد.
سوفیا گوبایدولینا از تِم شاهانهٔ پیشکش موسیقایی در کنسرتو ویولن خود، اوفِرتوریوم (۱۹۸۰) استفاده کرد. این تِم که در تنظیمی مشابه کار وبرن ارکستراسیون شده، نت به نت از طریق یک سری واریاسیون‌ها واسازی شده و به عنوان یک سرود کلیسای ارتدکس روسی بازسازی می‌شود.
لزلی هوارد اجرای جدیدی از پیشکش موسیقایی را تولید کرد که آن را در سال ۱۹۹۰ در فنلاند ارکستراسیون و رهبری نمود.
ژان گی‌یو، نوازندهٔ ارگ، کل اثر را در سال ۲۰۰۵ برای ارگ رونویسی کرد.

## ضبط‌های برجسته
- کارل مونشینگر، ارکستر مجلسی اشتوتگارت (Decca, 1955)
- میلان مونسلینگر، آرس ردیویوا: استانیسلاو دوخون، کارل بیدلو، ییری باکسا، یوزف ولاخ، واتسلاو سنیتیل، یاروسلاو موتایک، فرانتیک سلاما، فرانتیشک پوشتا، ویکتوریه اشویهلیکووا (Supraphon, 1959)
- کارل ریشتر، اتو بوشنر، کورت گونتنر، زیگفرید ماینکه، فریتس کیسکالت، هدویگ بیلگرام (DGG/Archiv Produktion, 1963)
- میلان مونسلینگر، آرس ردیویوا: استانیسلاو دوخون، کارل بیدلو، واتسلاو سنیتیل، یاروسلاو موتایک، فرانتیک سلاما، فرانتیشک پوشتا، یوزف هالا (Supraphon, 1966)
- نیکلاوس هارننکور، کنسنتوس موزیکوس وین (Teldec, 1970)
- نویل مارینر، آکادمی سنت مارتین در فیلدز (Philips, 1974)
- راینهارد گوبل، موزیکا آنتیکوآ کلن (Archiv Bach Edition, 1979)
- هانس-مارتین لینده، لینده-کنسورت (EMI-Reflexe, 1981)
- بارتولد کویکن (فلوت)، سیخیسوالد کویکن (ویولن)، ویلند کویکن (ویولا دا گامبا)، روبرت کونن (هارپسیکورد) (Deutsche Harmonia Mundi, 1994)
- جوردی ساوای، له کنسرت د ناسیون (Alia Vox, 1999)
- هنسلر ادیشن، گوتفرید فون در گولتس، پترا موله‌یانس، مارتین یوپ، دانیلا هلمز، کریستیان گوسس (ویولن/ویولا)، کارل کایزر (فلوت)، اکهارد وبر (ویولا دا گامبا)، کریستین فون در گولتس (ویولنسل) و میشائل برینگر (هارپسیکورد/فورته‌پیانو) (Hanssler Edition CD92.133. 1999)
- کنستانتین لیفشیتز (Orfeo 676071, 2008) (تمام موومان‌ها روی پیانو)

## جستار‌های وابسته
- آثار یوهان سباستیان باخ
- حرکت دائمی (Perpetuum mobile)

## واژه‌نامه
1. ↑  Prussian Fugue
2. ↑  Ricercar a 3
3. ↑  Ricercar a 6
4. ↑  Canones diversi super Thema Regium
5. ↑  2 Canons a 2
6. ↑  Canon a 2, per motum contrarium
7. ↑  Canon a 2, per augmentationem, contrario motu
8. ↑  Canon a 2, per tonos
9. ↑  Canon perpetuus
10. ↑  Fuga canonica in Epidiapente
11. ↑  Canon a 2 "Quaerendo invenietis"
12. ↑  Canon a 4
13. ↑  Canon perpetuus, contrario motu
14. ↑  Sonata sopr'il Soggetto Reale
15. ↑  Canones super Thema Regium
16. ↑  Canon per tonos
17. ↑  Quaerendo invenietis
18. ↑  Les Adieux de la Grande Duchesse de Russies
19. ↑  Softly, as in a Morning Sunrise
20. ↑  Königliches Thema for Solo Violin